# Trisul
Trisul nebo Trišul (hindsky त्रिसूल) je horský masiv v severoindickém regionu Kumáón. Je nazván podle trišuly, legendárního trojzubce boha Šivy, protože je tvořen trojicí vrcholů: Trisul I (7120 m n. m.), Trisul II (6690 m n. m.) a Trisul III (6007 m n. m.). Trisul I zdolala 12. června 1907 britská výprava, kterou vedl Tom Longstaff; bylo to poprvé v historii, kdy člověk stanul na vrcholu sedmitisícovky a tento výškový rekord vydržel do roku 1931. Trisul je vzdálen 15 km od hory Nandá Déví, nedaleko se nachází také proslulé jezero Rúp Kund.